# Dame Commander
Der Begriff Dame Commander bezeichnet, in Analogie zum männlichen Knight Commander, im englischen Sprachgebrauch die zweithöchste Klasse (Großoffizier bzw. Komtur) eines drei- bzw. fünfstufigen staatlichen Verdienstordens für die Auszeichnung einer Frau.
Bei den Ritterorden des Vereinigten Königreichs ist für britische Staatsbürgerinnen bei den obersten beiden Stufen die Erhebung in den persönlichen Adelsstand verbunden und berechtigt seine Trägerin das Adelsprädikat „Dame“ als Präfix vor dem Vornamen zu tragen. Die Stufe einer Dame Commander existiert z. B. bei folgenden Ritterorden des Vereinigten Königreichs:
- Order of the Bath (DCB)
- Order of St. Michael and St. George (DCMG)
- Royal Victorian Order (DCVO)
- Order of the British Empire (DBE)